# Chaetopelma webborum
Chaetopelma webborum là một loài nhện trong họ Theraphosidae.
Loài này thuộc chi Chaetopelma. Chaetopelma webborum được miêu tả năm 1990 bởi Smith.